# Schleierscher Burgsitz (Schrecksbach)
Der Schleiersche Burgsitz, auch Baumbachscher Hof genannt, war eine kleine Burg in Schrecksbach im nordhessischen Schwalm-Eder-Kreis.

## Geschichte
Die seit dem 13. Jahrhundert bekundeten Schleier waren Ministeriale und Lehnsmannen der Grafen von Ziegenhain und nach deren Aussterben im Jahre 1450 der Landgrafen von Hessen. Ihr Niedergang begann mit einer Erbteilung im Jahre 1580 unter vier Brüdern, die sich auf Herrensitzen in Schiffelbach, Ottrau, Schrecksbach und Gemünden (Wohra) niederließen. Das Geschlecht erlosch im Mannesstamm 1635 mit Johann Daniel Schleier.
Der 1569 erstmals genannte Schleiersche Burgsitz in Schrecksbach befand sich an der heutigen Wassergasse und dürfte identisch sein mit dem späteren Baumbachschen Hof, der 1745 von dem landgräflichen Oberamtmann in Marburg, Gottfried Christian von Schreyvogel, von einer Witwe von Baumbach gekauft wurde. Im Jahr 1750 umfasste der dazugehörige Gutsbesitz 302 Kasseler Acker Land, ca. 110 Acker Wiesen, ca. 5 Acker Garten und 316 Acker Wald sowie die Lumpenmühle.
Der Gutskomplex wurde 1813 von dem kurhessischen General August von Marschall (1759–1843), gemeinsam mit der Familie von Kauffberg und der Familie von Poseck, 1830 von den Herren von Dalwigk erworben, kam 1862 in Staatsbesitz, wurde dann an Privat verkauft und noch im selben Jahr abgerissen.